# 斯坦利·阿博拉赫
阿博拉赫（英語：Stanley Opoku Aborah，1987年6月23日—），比利時籍加納的職業足球運動員，司職中場，現效力於英格蘭足球乙級聯賽諾士郡。

### 國家隊生涯
阿博拉赫具有加納和比利時國籍，2013年3月曾代表比利時18歲以下足球代表隊。

## 榮譽
費倫斯華路士
- 匈牙利聯賽盃 (1)：2012–13